# Спортивна гімнастика на літніх Олімпійських іграх 2008 — Різновисокі бруси (жінки)
Змагання у вправах на різновисоких брусах у рамках турніру зі спортивної гімнастики на літніх Олімпійських іграх 2008 року відбулись 18 серпня 2008 року в Пекінському державному палаці спорту.

## Призери
| Золото            | Срібло            | Бронза           |
| Хе Кесінь · Китай | Настя Люкін · США | Ян Ілінь · Китай |

## Фінал
| Місце | Гімнастка              | Складність | Виконання | Штраф | Сума   |
| ----- | ---------------------- | ---------- | --------- | ----- | ------ |
|       | Хе Кесінь (CHN)        | 7.700      | 9.025     |       | 16.725 |
|       | Настя Люкін (USA)      | 7.700      | 9.025     |       | 16.725 |
|       | Ян Ілінь (CHN)         | 7.700      | 8.950     |       | 16.650 |
| 4     | Бет Тведдл (GBR)       | 7.800      | 8.825     |       | 16.625 |
| 5     | Анастасія Коваль (UKR) | 7.300      | 9.075     |       | 16.375 |
| 6     | Ксенія Семенова (RUS)  | 7.400      | 8.925     |       | 16.325 |
| 7     | Стеліяна Ністор (ROU)  | 7.000      | 8.575     |       | 15.575 |
| 8     | Дарина Згоба (UKR)     | 7.100      | 7.875     | 0.100 | 14.875 |

### Тайбрейк
Настя Люкін та  Хе Кесінь набрали однакову суму балів у фіналі 16.725, тому переможця визначив тайбрейк.
Шестеро суддів оцінюють виступ гімнастки за десятибальною шкалою, найвищий та найнижчий бал відкидають і вираховують середнє арифметичне з чотирьох оцінок. Спочатку вирахували середню оцінку гімнасток за виконання:
|             | 1   | 2   | 3   | 4   | Середня оцінка |
| ----------- | --- | --- | --- | --- | -------------- |
| Настя Люкін | 9.1 | 9.0 | 9.0 | 9.0 | 9.025          |
| Хе Кесінь   | 9.1 | 9.1 | 9.0 | 8.9 | 9.025          |

Обидві гімнастки мали однаковий результат 9.025, тому тайбрейк було продовжено. Відкинули найнижчий бал з чотирьох оцінок і знову підрахували середнє арифметичне:
|             | 1   | 2   | 3   | 4   | Середня оцінка |
| ----------- | --- | --- | --- | --- | -------------- |
| Настя Люкін | 9.1 | 9.0 | 9.0 | 9.0 | 9.033          |
| Хе Кесінь   | 9.1 | 9.1 | 9.0 | 8.9 | 9.066          |

Таким чином Хе Кесінь набрала вищий бал і була оголошена переможницею.

## Кваліфіковані гімнастки
| Місце | Гімнастка              | Складність | Виконання | Штраф | Сума   |
| ----- | ---------------------- | ---------- | --------- | ----- | ------ |
| 1     | Ян Ілінь (CHN)         | 7.700      | 8.950     |       | 16.650 |
| 2     | Ксенія Семенова (RUS)  | 7.400      | 9.075     |       | 16.475 |
| 3     | Анастасія Коваль (UKR) | 7.300      | 9.025     |       | 16.325 |
| 4     | Стеліяна Ністор (ROU)  | 7.300      | 8.675     |       | 15.975 |
| 5     | Настя Люкін (USA)      | 7.700      | 8.250     |       | 15.950 |
| 6     | Хе Кесінь (CHN)        | 7.500      | 8.225     |       | 15.725 |
| 7     | Дарина Згоба (UKR)     | 6.900      | 8.875     | 0.100 | 15.675 |
| 8     | Бет Тведдл (GBR)       | 7.600      | 8.050     |       | 15.650 |